# Oulujoki
Oulujoki je řeka ve Finsku (provincie Severní Pohjanmaa a Kainuu). Je 107 km dlouhá. Povodí má rozlohu 22 900 km² (včetně povodí jezera Oulujärvi).

## Průběh toku
Řeka odtéká z jezera Oulujärvi. Ústí do Botnického zálivu Baltského moře.

## Vodní stav
Průměrný průtok činí přibližně 250 m³/s. Maxima dosahuje v červnu. V korytě se nachází mnoho peřejí. Zamrzá od listopadu do května.

## Využití
Po řece se plaví dřevo. Byla na ní vybudována kaskáda vodních elektráren. Na několika oddělených úsecích je možná vodní doprava. V ústí se nachází mořský přístav Oulu.